# 片岡寛晶
片岡 寛晶（かたおか ひろあき、1983年 - ）は日本の作曲家・編曲家、打楽器奏者。

## 人物・来歴
1983年、福岡県飯塚市生まれ。父は飯塚吹奏楽団の団員。飯塚市立二瀬中学校、福岡第一高等学校、東京音楽大学打楽器科卒業。作曲を坪能克裕、藤原豊に、打楽器を菅原淳、岡田眞理子、安倍圭子に師事。 在学時から自作自演・新作初演などをはじめとする演奏活動を行い、統営国際音楽祭(ユン・イサン国際音楽祭)においてアンサンブル・モデルンとの共演経験もある。 
2007年に「天馬の道～吹奏楽のための」が朝日作曲賞に入選し、2008年度全日本吹奏楽コンクールの課題曲に選出される。その後は打楽器奏者として管弦楽、吹奏楽、邦楽、ワークショップ、音楽教育などで演奏活動を行う一方で、吹奏楽の分野を中心に作曲・編曲、指導を行っている。これまでに東京成徳大学講師、日本女子大学非常勤助手を務めながら音楽雑誌や教育書での執筆も行ってきた。北九州マリンバオーケストラ RIM 常任指揮者兼編曲者。
雑誌『バンドジャーナル』第67回全日本吹奏楽コンクール 自由曲集計 において「小編成 支部大会／作品別順位」の2019年度全日本吹奏楽コンクール各支部大会小編成部門、第70回全日本吹奏楽コンクール 自由曲集計 において「小編成 支部大会／作品別順位」の2022年度全日本吹奏楽コンクール各支部大会小編成部門で、片岡の作品が演奏団体数の合計がどちらも1位であることが記載されている
。

## 主な作品
「曲名」　(出版年)　［編成］

### 吹奏楽曲
- 「天馬の道」〜吹奏楽のための (2008)[10]
- 「シロフォン・オブ The ☆マジック! 」 (2012)[データ 1]　［独奏シロフォンと吹奏楽］
- 「オリエントの光芒」〜ウインドオーケストラのために (2013)[データ 2]
- 「天空の騎士」〜吹奏楽のためのファンタジー (2013)[データ 3]
- 「鳥之石楠船神」～吹奏楽と打楽器群のための神話【大編成版】 (2013)[データ 4]

アメリカのシカゴで開催されたミッドウェスト・クリニックの演奏会で、2014年12月18日にオレンジ・カウンティ芸術校フレデリック・フェネル・ウインド・アンサンブル（指揮：T.シェーファー）によって海外初演。
アメリカのサンノゼで開催された世界吹奏楽協会(WASBE)主催による世界吹奏楽大会のレパートリー・セッションで、2015年7月16日にサスカチュワン大学ウインドオーケストラ（指揮：D.エーラーキング）によって演奏され、「日本的な感性と熱狂的なリズムを特徴とする作品」と紹介された。
少年漫画の週刊少年ジャンプで連載された音楽漫画「SOUL CATCHER(S)」(神海英雄)第68話で埼玉誉高等学校吹奏楽部(架空)が吹奏楽コンクール自由曲として演奏。
- 「オリエンタル・ラプソディ」〜ウインドオーケストラのために (2013)[データ 5]
- 「オリエンタリズムード」～ウインドオーケストラのために (2014)[注釈 3][データ 6]
- 祝典のための行進曲「ビバ！シュガーロード」～長崎街道筑前六宿開通400周年行進曲 (2015)[データ 7][14]
- 「マカーム・ダンス」～ウインド・アンサンブルのために (2015) [データ 8]
- 「海峡の護り」〜吹奏楽のために  (2015)[データ 9]
- 「鳥之石楠船神」～吹奏楽と打楽器群のための神話【小編成版】 (2015)[データ 10]
- 飯塚市イメージソング「いつかの里、飯塚」 (2016)[データ 11][15]　［合唱と吹奏楽］
- 「救いの時の告知」～ジーザス・クライスト (2016) [データ 12]
- 「天之御中主神」〜吹奏楽のための神話 (2017)[データ 13]
- 「聖エルモの火」〜ウインドオーケストラのために (2017)[データ 14]
- 「想いの和々」～revive (2018)[データ 15]
- 「木花之咲耶姫」〜吹奏楽と打楽器群のための神話【大編成版】 (2018)[データ 16]
- 「木花之咲耶姫」〜吹奏楽と打楽器群のための神話【小編成版】 (2018)[データ 17]
- 「ムジカ・エスノート」～ウインドオーケストラのため (2018)[データ 18]
- 「マカーム・スピリタス」～ウインドオーケストラのために (2018)[注釈 4][データ 19]
- 「マカーム・パッショナート」～ウインドオーケストラのために (2018)[データ 20]
- 「バンダ・ドラマティコ」 (2018)[データ 21]
- 「バルバレスク」～ウインドオーケストラのために (2019)[注釈 5][データ 22]

韓国の光州で開催された世界吹奏楽協会(WASBE)主催による世界吹奏楽大会のフリンジ・フェスティバルで、2024年7月17日にマレーシアのセランゴール州サイバージャヤにある女子寄宿学校のセコラ・セリ・プテリの生徒による吹奏楽団セリ・プテリ・シンフォニック・ウィンズ(Seri Puteri Symphonic Winds)（指揮：R.M.シャー）によって演奏。
- 「ムジカ・アーヴァーズ」～ウインド・アンサンブルのために(2020)[データ 23]
- 「月魄狂詩曲」(2021)[注釈 6][データ 24]
- 「布都御魂之剣」～打楽器群と吹奏楽のための神話～(2021)[注釈 7][データ 25]
- 「生命のアマナ」～ウインド・アンサンブルのために～(2021)[注釈 8][データ 26]
- 「ラ・ムジカ・デッラマービレ・アマビエーラ」～ウインド・アンサンブルのために～(2023)[データ 27]
- 「凜と咲く華たち」(2023)[データ 28]
- 「ひのもとごう」～黒田節の主題による幻想(2023)[データ 29]
- 「樹は芽吹き、音は谺して」～台湾復興のためのコラール～(2024)[データ 30][17]
- 「廻る天輪」〜英雄ロスタムと悲劇のソフラーブ(2025)[注釈 9][データ 31][17]
- 「ティアエスの祈り」～奏楽は靡き星は煌めく(2025)[注釈 10][データ 32][17]

2024年3月10日 21世紀の吹奏楽 第25回“響宴”で東海大学吹奏楽研究会(指揮:福本信太郎)によって演奏。
- 「遺跡の回想」〜吹奏楽のための[データ 33]
- 「海底のファンタジー」〜伝説の地へ[データ 34][17]
- 「サーカス・オンtheマーチ☆CCH！」[データ 35][17]
- 「朱鷺インプレッション2012」～ウィンドオーケストラのための[データ 36][17]
- 「ライト・オブ・アゲイン」～シロフォンと吹奏楽のために[データ 37][17]
- 「越後の歌」〜吹奏楽のためのファンタジー[データ 38][17]
- 「CCHの名による祝典序曲」[データ 39][17]
- 「シルクロードの軌跡」〜ウインドオーケストラのために[データ 40][17]
- 福岡大学式典行進曲「マーチ・ザ・カイト」[データ 41][17]
- 「九十九の燈」～吹奏楽のために [データ 42][17]
- 「海神の鐘」～愛と平和の祈り[データ 43][17]
- 「シー・ユー・オン・the・マーチ」[データ 44][17]
- 「ちいさな料理の世界へ」[データ 45][17]　　［独奏シロフォンと吹奏楽］
- 「天峰の詩」〜吹奏楽のためのラプソディ[データ 46][17]
- 「マカリッシュ・ソフィア」～3重奏を吹奏楽で[注釈 11][データ 47][17]
- 「ネイビート・ラプソディー」～ウィンドオーケストラのために[注釈 12][データ 48][17]
- 「メイク・ア！スプラッシュ ☆」[データ 49][17]
- 「道は凜として紅く」[データ 50][17]
- コンサートマーチ「希望の灯」[データ 51][17]
- 「マーチ・オン ザ スカイ」[データ 52][17]
- 「希影」〜吹奏楽の為に[注釈 13][データ 53][17]
- 「緋影」〜ウインドオーケストラのために[注釈 14][データ 54][17]
- 「火之迦具土神」～吹奏楽と打楽器群のための神話[注釈 15][データ 55][17]
- 「あゝ黄昏の奏楽に魅せられ」[注釈 16][データ 56][17]　［マルチ･パーカッション独奏と吹奏楽］
- 「黄昏の奏楽に谺して」[注釈 17][データ 57][17]
- 「天之常立神」〜吹奏楽と打楽器群のための神話[注釈 18][データ 58][17]
- 「あゝ...光よ、碧い鳥よ」[データ 59][17]
- 「トゥウェルブ・ファンファーレ」[データ 60][17]
- 「セレブレーション★ファースト ウェーブ・インプレッションズ」[データ 61][17]
- 「セレブレーション・オン the マーチ」〜あきたこまーち〜[データ 62][17]
- 「ムジカ・ドラマティカ・エ・ディニトーザ」〜カーシアのリタ[データ 63][17]
- 「冴ゆる月よ、これあらた…」[データ 64][17]
- 「響き合う街で」[データ 65][17]
- 「天羽々斬之剣」～吹奏楽と打楽器群のための神話[注釈 19][データ 66][17]

#### 編曲
- 「ハウルの動く城」より　世界の約束〜人生のメリーゴーランド 　作曲:久石譲 (2011)[データ 67]
- 「それ行けカープ（若き鯉たち）」　作詞:有馬三恵子/作曲:宮崎尚志 ，「燃える赤ヘル僕らのカープ」　作詞:石本美由起/作曲:横山菁児 (2016) [データ 68]
- 「カントリーロード」〜國學院大學栃木短期大学のために　作詞:B.ダニフ&J.デンバー 作曲:T.ナイバート&J.デンバー [データ 69][17]
- 「風になりたい」〜合唱と吹奏楽のために　作詞・作曲:宮沢和史[データ 70][17]
- 「聖夜」〜吹奏楽と合唱のために[データ 71][17]
- 多可町・敬老のうた「きっと ありがとう」[17]　［合唱と吹奏楽］
- 大牟田市制100周年記念オリジナル合唱曲「ずっとずっと」[19]　［合唱と吹奏楽］

### マリンバ・オーケストラ

#### 編曲
- 「鼓動」　作曲:A.ピアソラ[17][20]
- バレエ組曲「ペトリューシュカ」　作曲:I.ストラヴィンスキー[17][20]
- 組曲「展覧会の絵」　作曲:M.ムソルグスキー[17]
- 「威風堂々」より　作曲:E.エルガー[17][21]
- 組曲「惑星」より　作曲:G.ホルスト[17][21]
- 歌劇「カヴァレリア・ルスティカーナ」より　作曲:P.マスカーニ[17][22]
- 歌劇「カルメン」より　作曲:G.ビゼー[17][22]
- バレエ音楽「ガイーヌ」より　作曲:A.ハチャトゥリアン[17]
- 「アヴェ・ヴェルム・コルプス」　　作曲:W.A.モーツァルト[7][17]
- 「ゴッドファーザーメドレー」　　作曲:N.ロータ[7][17]
- 楽劇「ニュルンベルクのマイスタージンガー」より　　作曲:R.ワーグナー[7][17]
- 交響詩「ローマの松」　作曲:O.レスピーギ[7][17]
- 「祝典序曲」　作曲:D.ショスタコーヴィチ[23][17]
- 「スペイン狂詩曲」　作曲:M.ラヴェル[23][17]
- バレエ組曲「くるみ割り人形」　作曲:P.チャイコフスキー[24][17]
- 歌劇「ルスランとリュドミラ」序曲　作曲:M.グリンカ[24][17]
- 「アルト・サクソフォーンと弦楽オーケストラのための協奏曲」　作曲:A.グラズノフ[25][17]
- 「スター・ウォーズ組曲」　作曲:J.ウィリアムズ[25][17]
- 歌劇「アイーダ」より 凱旋行進曲　作曲:G.ヴェルディ[26][17]
- 交響詩「ローマの祭り」　作曲:O.レスピーギ[26][17]

### アンサンブル曲
- 「パーカッシヴスペース」(2009)[データ 72]　［打楽器6重奏］
- 「獅子神楽」〜4人の打楽器奏者のために (2010)[データ 73]
- 「美星の降る夜に… 願い、やがて強靭な心と翼を持った～」 (2011)[データ 74]　［打楽器5重奏］
- 「マンモス・ケーブの軌跡」 (2011)[データ 75]　［金管8重奏］
- 「瞑想の時」～4人の打楽器奏者のために (2011)[データ 76]
- 「鳥之石楠船神」～サクソフォーン四重奏と打楽器三重奏のための神話 (2012)[データ 77]
- 「Jのかけら」〜6人の打楽器奏者のために (2012)[データ 78]
- 「パーカッシヴダンス2011」～3人の打楽器奏者のために (2012)[データ 79]
- 「パーカッシヴダンス2011」〜7人の打楽器奏者のために (2012)[データ 80]
- 「雅」～3人のマリンバ奏者のための (2012)[データ 81]
- 「スカルプチャー・イン・ブラス」～金管6重奏のために (2012)[データ 82]
- 「Exoticism」～ユーフォニアム・チューバ・アンサンブルのために (2013)[データ 83]　［ユーフォニアム・チューバ4重奏］
- 「パーカッシヴ・ウェーブ」～3人の打楽器奏者のために (2013)[データ 84]
- 「マカーム・ダンス」～7人のフレキシブルアンサンブルのために (2013)[データ 85]
- 「美星の降る夜に…第二章」～五人の打楽器奏者のために (2014)[データ 86]
- 「グリフォンの祈り」～サックスと打楽器群のために (2014)[データ 87]　［管打楽器8重奏］
- 「パガニーニの主題による変奏曲」 (2014)[データ 88]　［管打楽器8重奏］
- 「トリオ・ポリネシア」〜マリンバのために (2015)[データ 89]　［マリンバ3重奏］
- 「パーカッシヴ・ブラス」～金管5重奏のために (2015)[データ 90]
- 「嵐影」～七人のクラリネット奏者のために (2015)[注釈 20][データ 91]
- 「マカリッシュ・ソフィア」～3人のフレキシブルアンサンブルのために (2015)[注釈 11][データ 92]

小説「響け! ユーフォニアム 北宇治高校吹奏楽部のホントの話」(武田綾乃)に、フレキシブルアンサンブルの説明の一例として曲名のみ登場。
- 「ある素敵な日に」～3人のフレキシブルアンサンブルのために (2016)[データ 93]
- 「オン・ビースト」 (2016)[データ 94]　［打楽器4重奏］
- 「スピリタス」～4人の打楽器群のために (2016)[注釈 4][データ 95]
- 「雅桜」～打楽器4重奏のために (2016)[データ 96]
- 「タンゴ・インプレッション」 (2016)[データ 97]　［管打楽器8重奏］
- 「プロミネンス II」～4人の打楽器奏者のために (2017)[データ 98]
- 「波影」 (2017)[注釈 21][データ 99]　［クラリネット5重奏］
- 「宵影」 (2019)[注釈 22][データ 100]　［クラリネット7-8重奏］
- 「紅影」〜3人のクラリネット奏者のために (2020)[注釈 23][データ 101]
- 「紅影」〜木管群のために (2020)[注釈 24][データ 102]　［Fl., Ob., Bb Cl.］
- 「紅影」〜4人のサクソフォーン奏者のために (2021)[注釈 25][データ 103]
- 「雅」～3人のマリンバ奏者のための（5オクターブ・マリンバ版） (2021)[データ 104]

アメリカのシカゴで開催されたミッドウェスト・クリニックの演奏会で、2024年12月18日にプライヤー・レイク高等学校打楽器アンサンブル によって演奏
- 「黎影」 (2022)[注釈 26][データ 105]　［クラリネット5-6重奏］
- 「宵の奏楽に谺して」 (2022)[注釈 27][データ 106]　［Tp.&P.Tp./Tp./Hr./Tb.2/Tub./Perc.2］
- 「ルリカケスの嘆き」～管打楽器奏者の為に (2022)[データ 107]　［Fl. - Maracas or Bamboo Chime / Ob. or Bb Cl. , S.Sax. / Bb Cl. or A.Sax. , Tp. / Marb.］
- 「ミナ・ハニ」～打楽器群のために (2022)[データ 108]　［打楽器4-5重奏］
- 「アステリズム」～打楽器アンサンブルのための (2023)[データ 109]　［打楽器4-6重奏］
- 「追憶」～たそがれの日の (2024)[データ 110]　［Bb Cl. / Bb Cl. / Bb Cl. , A.Cl. / Bs.Cl.］
- 「ヒカリノユイ」 (2024)[データ 111]　［Fl. , Xylo.&Glock. / Fl. , Ob. , Bb Cl. , S.Sax. , Vib. / Bb Cl. , A.Sax. , Marb.］

- 「超機械的打舞曲」[データ 112][17]　［打楽器3重奏］
- 「超機械的打舞曲」[データ 113][17]　［打楽器4重奏］
- 「ある素敵な日に」～3人のフルート奏者のために[データ 114]　［フルート3重奏］
- 「ギャラクシー2012」～７人のフレキシブル・アンサンブルのため[データ 115]　［フレキシブル7重奏］
- 「オリエントの光芒2012」〜木管8重奏のために[データ 116][28]
- 「オリエントの光芒」〜12人の木管奏者のために[データ 117]
- 「トロンボーンs☆ピース!!」[17]　［トロンボーン3重奏］
- 「祈りは静寂なる時へ...」[17]　［打楽器5重奏］
- 「祈りは静寂なる時へ...」[17]　［打楽器7重奏］
- 「祈りは静寂なる時へ...」[データ 118][17]　［打楽器8重奏］
- 「ブルーフォレスト」[データ 119][17] 　［トロンボーン3重奏とピアノ］
- 「YさんSさんのために〜」[データ 120][17]　［A,Sax., T.Sax. 2重奏］
- 「古塔」〜金管八重奏のための[データ 121][17][17]
- 「シルクロードの軌跡2013」〜クラリネットクワイヤーのために[データ 122][17]
- 「グリフォンの祈り」〜4人のクラリネット奏者のために[データ 123][17]　［クラリネット4重奏］
- 「グリフォンの祈り」[データ 124][17]　［マリンバ4重奏］
- 「J」〜マリンバ4重奏のための[データ 125][29]　［マリンバ4重奏］
- 「スカルプチャー・イン・ブラス」～金管10重奏のために[17]
- 「スカルプチャー・イン・ブラス」～金管8重奏のために[17]
- 「スカルプチャー・イン・ブラス」～金管と打楽器群のために[17]　［金管打楽器8重奏］
- 「ロマの風」[データ 126][17]　［管打楽器5重奏］
- 「ムジカ・アーバーズ」[データ 127][17]　［管打楽器8重奏］
- 「ブラスター☆ファンファーレ」[データ 128][17]　［金管打楽器10重奏］
- 「紅影」〜4人のクラリネット奏者のために[17]
- 「紅影」〜6人のクラリネット奏者のために[データ 129][17]
- 「紅影」〜木管打楽器6重奏のために[データ 130][17]
- 「紅影」〜3人のフルート奏者のために[データ 131]
- 「スネアオブtheマジック☆II」[データ 132]　［スネア・ドラム2重奏］
- 「ニギミタマ」　［打楽器4重奏］
- 「ムジカ・ドラマティコ」〜管楽器と打楽器のための[データ 133][17]　［S&A.Sax./T.Sax./Tp.2/Tb./Tub./Perc.2］
- 「開演をお知らせする鐘の音」〜チャイム連弾のために[データ 134][17]
- 「アステリズム」～8人の打楽器奏者のために[データ 135]　［打楽器8重奏］
- 「ミナ・ハニ」～管楽器と打楽器群のために[データ 136]　［Eb Cl./Bb Cl./A.Sax./T.Sax./B.Sax./Perc.3］
- 「紅影」〜2本のクラリネットと打楽器のために[データ 137]
- 「黎影」[注釈 28][データ 138]　［フルート5重奏］
- 「グリフォンの祈り」～フレキシブル・アンサンブルのために[データ 139]　［管打楽器7-12重奏］
- 「ムジカ・アーバーズ 2023」[データ 140][17]　［Tp.&P.Tp./Tp./Hr./Tb.2/Tub./Perc.2］
- 「サラスヴァティ・スピリトーソ」[データ 141][17][注釈 29]　［打楽器4重奏］
- 「パーカッシヴダンス2011」〜8人の打楽器奏者のために[データ 142][17]
- 「黎影」[注釈 30][データ 143][17]　［クラリネット7重奏］
- 「コゼ・ナテ・ダッロスクリタ」[データ 144][17]　［Cl./T.Sax./Tp.2/Tub./Perc.2］

#### 編曲
- 「鼓動」〜木管五重奏と打楽器三重奏のための　作曲:A.ピアソラ (2012)[データ 145]
- 「アルルの女第2組曲」より 第4楽章ファランドール　作曲:G.ビゼー (2014)[データ 146]　［管打楽器8重奏］
- 組曲「クープランの墓」　作曲:M.ラヴェル[17]　［A.Sax./Vn./Vc./Tp./Pf.］
- 「オー・シャンゼリゼ」　作曲:M.ディーガン[注釈 31][17]　［マリンバ4重奏］
- 「チャールダーシュ」　作曲:V.モンティ [17]　［マリンバ4重奏］
- 「この道」　作曲:山田耕筰 [17]　［マリンバ4重奏］
- 「ツィゴイネルワイゼン」　作曲:P.d.サラサーテ[17]　［マリンバ4重奏］
- 「日本の歌メドレー」[17]　［マリンバ4重奏］

### ソロ曲
- 「プロミネンス」〜マルチパーカッションのために (2017)[データ 147]
- 「フェアリー・ダンス」 (2017)[データ 148]　［マリンバ］
- 「スネア・オブ・The☆マジック」 (2017)[データ 149]　［スネア・ドラム］
- 「ニギミタマ」 (2021)[データ 150]　［マリンバ］
- 「フェローチェ」～マルチパーカッションのために (2021)[データ 151]
- 「花かげ」ーバスクラリネットとピアノのためのー (2022)[データ 152]
- 「芽吹き･･･春の薫り」 (2024)[データ 153]　［ヴィブラフォン］
- 「生命の歓び」 (2024)[注釈 32][データ 154]　［ヴィブラフォンとピアノ］
- 「リベルタンゴ」　作曲:A.ピアソラ (2024)[データ 155]　［ヴィブラフォンとピアノ］
- 「J」　［マリンバとピアノ］
- 「マリンバ協奏曲」～マリンバとビッグバンドのための[データ 156][17]　［独奏マリンバとビッグバンド］
- 「スカルプチャー・イン・トランペット」[17]　［トランペットとピアノ］
- 「ミナ・ハニ」～サクソフォーンとマリンバのために[データ 157][17]　［サクソフォーンとマリンバ］
- 「ジェル・スケッチ」[17]　［ユーフォニアムとピアノ］
- 「マリンビストのためのリコレクションズ」[データ 158][17]　［マリンバ］
- 「花かげ」～アルトサックスとマリンバオーケストラのために[データ 159][25]
- 「生命の喜び」[注釈 33][データ 160][17]　［オーボエとピアノ］

## 主な録音
- CD『奏楽堂の響き2』(2008年)[データ 161]　「シロフォン小協奏曲」作曲:黛敏郎（編曲:小清水章）　マリンバ独奏
- CD『三絃 野澤徹也5 - 宵のうたげ』(2009年)[データ 162]　「宵のうたげ」作曲:水野修孝　打楽器演奏
- CD『野澤徹也による「水野修孝・三味線作品集」』(2011年)[データ 163]　「宵のうたげ」作曲:水野修孝　打楽器演奏
- CD『フォスターミュージック作品集「サウンド・オブ・ミュージック」』(2012年)[データ 164]　「シロフォン・オブ・The☆マジック!」作曲:片岡寛晶　シロフォン独奏
- CD『三木稔:三味線協奏曲』(2013年)[データ 165]　「三味線協奏曲」作曲:三木稔　打楽器演奏（邦楽集団オーラJ）
- CD『片岡寛晶作品集「天馬の道」』(2015年)[データ 166]　「シロフォン・オブ・The☆マジック!」作曲:片岡寛晶　シロフォン独奏
- CD『片岡寛晶作品集「天馬の道」』(2015年)[データ 166]　「ライト・オブ・アゲイン」～シロフォンと吹奏楽のために 作曲:片岡寛晶　シロフォン独奏
- CD「GOLD - 三味線協奏曲集」(2016年)[データ 167]　「三味線協奏曲」作曲:三木稔　打楽器演奏（邦楽集団オーラJ）[注釈 34]
- CD『片岡寛晶作品集Vol.2「想いの和々～revive」』(2018年)[データ 168]　「ちいさな料理の世界へ」作曲:片岡寛晶　シロフォン独奏

## 童謡・学生歌
- 「素敵なレディー」～日本女子大学健康サポートソング～[データ 169]
- 「きれいの秘訣」～日本女子大学健康サポートソング～[データ 170]
- 「ダンゴ虫のタンゴ」[データ 171]　作詞・作曲

## 共著
- 「保育者・教師をめざす人、集まれ~! みんなピアノだい好き!」（全音楽譜出版社、2016年。ISBN:978-4-11-170206-0）
- 3つのポイントで上手くなる 「できた! うれしい! 子どものうた」（カワイ出版、2023年。ISBN:978-4-7609-4049-3）

## 出演
- 「放送90年ドラマ 紅白が生まれた日」 平岡養一（木琴奏者） 役 （NHK総合テレビ、2015年3月21日 放送）[注釈 35]

### データ
1. ↑  初演:2011年 土気シビックウインドオーケストラ 出版:フォスターミュージック
2. ↑  初演:2012年6月 飯塚吹奏楽団 出版:ブレーン
3. ↑  初演:2013年 飯塚市立筑穂中学校吹奏楽部 出版:ブレーン
4. ↑  初演:2013年2月9日 海上自衛隊大湊音楽隊 出版:ブレーン
5. ↑  初演:2013年6月 飯塚吹奏楽団 出版:ブレーン
6. ↑  初演:2014年6月 飯塚吹奏楽団 出版:ブレーン
7. ↑  初演:2012年 飯塚吹奏楽団 出版:ブレーン CD『片岡寛晶作品集「天馬の道」』に楽譜エクストラデータ(PDF)として収録されている。
8. ↑  初演:2014年 希望が丘高等学校吹奏楽部 出版:ブレーン
9. ↑  初演:2014年6月27日 海上自衛隊横須賀音楽隊 出版:ブレーン
10. ↑  初演:2014年 海上自衛隊東京音楽隊 出版:ブレーン
11. ↑  飯塚市・市の歌各種データ - 飯塚市
12. ↑  初演:2015年 中間市立中間東中学校吹奏楽部 出版:ブレーン
13. ↑  初演:2016年 新潟明訓高等学校吹奏楽部、北九州市立思永中学校 出版:ブレーン
14. ↑  初演:2016年 中間市立中間東中学校吹奏楽部 出版:ブレーン
15. ↑  初演:2017年8月4日 みやぎ総文私立合同バンド 出版:ブレーン
16. ↑  初演:2017年 シンフォニック・アンサンブル・リルト 出版:ブレーン
17. ↑  出版:ブレーン
18. ↑  初演:2017年 横浜市立中山中学校吹奏楽部 出版:ブレーン
19. ↑  初演:2016年 希望が丘高等学校吹奏楽部 出版:ブレーン
20. ↑  初演:2017年 希望が丘高等学校吹奏楽部 出版:ブレーン
21. ↑  初演:2017年 飯塚市立二瀬中学校吹奏楽部 出版:ブレーン
22. ↑  初演:2018年7月 仙台城南高等学校吹奏楽部 出版:ブレーン
23. ↑  初演:2019年 仙台城南高等学校吹奏楽部 出版:ブレーン
24. ↑   出版:ロケットミュージック
25. ↑  初演:2019年 東大阪市立石切中学校吹奏楽部 出版:ブレーン
26. ↑  初演:2020年 山梨県立富士河口湖高等学校吹奏楽部 出版:ブレーン
27. ↑  初演:2021年 仙台城南高等学校吹奏楽部 出版:ブレーン
28. ↑  初演:2020年 真岡キッズハーモニー 出版:フォスターミュージック
29. ↑  初演:2023年 尚美ウインド・フィルハーモニー 出版:ロケットミュージック
30. ↑  初演:2024年 東海大学付属札幌高等学校 出版:ブレーン
31. ↑  初演:2024年7月20日 仙台城南高等学校吹奏楽部 出版:ブレーン
32. ↑  初演:2022年 ウインドアンサンブル ティラミス 出版:ブレーン
33. ↑  初演: 飯塚吹奏楽団
34. ↑  初演:2010年 若林区吹奏楽団
35. ↑  初演:2011年 千葉県立千葉商業高等学校吹奏楽部 別名「千葉商マーチ♪」
36. ↑  初演:2012年 新潟県立新発田南高等学校吹奏楽部
37. ↑  初演:2013年9月3日 海上自衛隊大湊音楽隊
38. ↑  初演:2013年 新潟明訓高等学校吹奏楽部
39. ↑  初演:2013年12月 千葉県立千葉商業高等学校吹奏楽部
40. ↑  初演:2014年 防府吹奏楽団
41. ↑  初演:2014年 福岡大学応援指導部吹奏楽団
42. ↑  初演:2014年 コンフォート・ウインドアンサンブル
43. ↑  初演:2014年 海上自衛隊呉音楽隊
44. ↑  初演:2014年2月11日 海上自衛隊大湊音楽隊
45. ↑  初演:2014年 飯塚吹奏楽団
46. ↑  初演:2016年 早稲田吹奏楽団
47. ↑  初演:2018年 みやぎ小編成バンド楽曲研修会
48. ↑  初演:2018年 海上自衛隊東京音楽隊
49. ↑  初演:2019年 コンフォート・ウインドアンサンブル
50. ↑  初演:2019年 横浜市立中山中学校吹奏楽部
51. ↑  初演:2019年 明石西シンフォニックバンド
52. ↑  作曲:2020年 筑豊吹奏楽連盟60周年記念作品
53. ↑  作曲:2020年
54. ↑  初演:2020年 仙台城南高等学校
55. ↑  初演:2021年 陸上自衛隊中部方面音楽隊
56. ↑  初演:2021年 陸上自衛隊中部方面音楽隊
57. ↑  初演:2022年 仙台城南高等学校吹奏楽部
58. ↑  初演:2022年 海上自衛隊東京音楽隊
59. ↑  初演:2022年 合志吹奏楽団「響」
60. ↑  初演:2022年 山梨県立都留高等学校吹奏楽部
61. ↑  初演:2023年 大阪団
62. ↑  初演:2023年 大館北秋田地区吹奏楽連盟 合同バンド
63. ↑  初演:2023年 仙台城南高等学校吹奏楽部
64. ↑  初演:2023年 真岡キッズハーモニー
65. ↑  初演:2024年 合志吹奏楽団「響」
66. ↑  初演:2024年7月26日 東大阪市立石切中学校吹奏楽部
67. ↑  初演:2011年 土気シビックウインドオーケストラ 出版:フォスターミュージック
68. ↑  出版:ブレーン
69. ↑  初演:2013年
70. ↑  初演:2013年 國學院大學栃木短期大学
71. ↑  初演:2013年
72. ↑  出版:ウインドアート出版
73. ↑  初演:2009年 飯塚市立二瀬中学校吹奏楽部 出版:ジャパン・パーカション・センター
74. ↑  出版:ジャパン・パーカション・センター
75. ↑  出版:ブレーン
76. ↑  初演:2010年 美里町立高田中学校吹奏楽部 出版:ブレーン
77. ↑  初演:2010年 芦屋町立芦屋中学校吹奏楽部 出版:ブレーン
78. ↑  出版:ジャパン・パーカション・センター
79. ↑  出版:ジャパン・パーカション・センター
80. ↑  初演:2011年 中間市立中間東中学校吹奏楽部 出版:ジャパン・パーカション・センター
81. ↑  初演:2008年 東京芸術大学打楽器科有志 出版:ブレーン
82. ↑   出版:ブレーン
83. ↑  初演:2013年 ネオ・チュービアム 出版:アスクスウインズ
84. ↑  初演:2012年 飯塚市立二瀬中学校吹奏楽部 出版:ブレーン コントラバスを加えて4重奏としても演奏できる。
85. ↑  初演:2012年 希望が丘高等学校吹奏楽部 出版:ブレーン 「ブレーン - マカーム・ダンス～7人のフレキシブルアンサンブルのために - 8重奏での演奏について」 オプションパート譜を利用して8重奏としても演奏できる。
86. ↑  出版:ジャパン・パーカション・センター
87. ↑  初演:2013年 防府市立桑山中学校吹奏楽部 出版:ブレーン
88. ↑  初演:2013年 國學院大學栃木短期大学室内楽研究会 出版:ブレーン
89. ↑  出版:ジャパン・パーカション・センター
90. ↑  初演:Brass Collection 出版:ブレーン
91. ↑  初演:2014年 飯塚高等学校吹奏楽部 出版:ブレーン
92. ↑  出版:ブレーン
93. ↑  出版:ブレーン
94. ↑  出版:ジャパン・パーカション・センター
95. ↑  初演:2015年 福島県立喜多方高等学校吹奏楽部 出版:ブレーン
96. ↑  初演:2016年 寺田由美パーカッションアンサンブル「ドライヴ」 出版:ブレーン
97. ↑  出版:ユニバース
98. ↑  出版:ジャパン・パーカション・センター
99. ↑  出版:ブレーン
100. ↑  初演:2018年 北九州市立高等学校吹奏楽部 出版:ブレーン
101. ↑  初演:2019年 希望が丘高等学校吹奏楽部 出版:ブレーン
102. ↑  初演:2019年 横浜市立中山中学校吹奏楽部 出版:ブレーン
103. ↑  初演:2020年 白山市立北星中学校吹奏楽部 出版:ブレーン
104. ↑  出版:ブレーン
105. ↑  初演:2021年 白山市立北星中学校吹奏楽部 出版:ブレーン
106. ↑  初演:2021年 川口市・アンサンブルリベルテ吹奏楽団 出版:ブレーン
107. ↑  初演:2021年 龍郷町立龍南中学校吹奏楽部 出版:カフア
108. ↑  初演:2021年 静岡学園高等学校吹奏楽部（4重奏版）、白山市立北星中学校吹奏楽部（5重奏版） 出版:カフア
109. ↑  初演:2023年 静岡学園高等学校吹奏楽部 出版:ブレーン
110. ↑  初演:2023年 山梨県立富士河口湖高等学校吹奏楽部 出版:ブレーン
111. ↑  初演:2023年 仙台城南高等学校吹奏楽部 出版:ブレーン
112. ↑  初演:2009年 HARROMI－YAH!!!
113. ↑  初演:2010年 川口市・アンサンブルリベルテ吹奏楽団
114. ↑  作曲:2010年
115. ↑  作曲:2012年
116. ↑  初演:2012年 國學院大學栃木短期大学室内楽研究会
117. ↑  初演:2013年
118. ↑  初演:2013年
119. ↑  初演:2012年 青森県内陸海空自衛隊音楽隊トロンボーンアンサンブル
120. ↑  初演:2012年
121. ↑  初演:2012年 千葉県立千葉工業高等学校吹奏楽部
122. ↑  初演:2013年 福岡・クラリネッティストグループ
123. ↑  初演:2013年
124. ↑  初演:2014年 東京マリンバ四重奏団
125. ↑  初演:2014年 マリンバ・パーカッショングループ TONES
126. ↑  初演:2016年
127. ↑  初演:2018年 川口市・アンサンブルリベルテ吹奏楽団
128. ↑  初演:2019年 みやぎ小編成バンド楽曲研修会
129. ↑  初演:2019年 白山市立北星中学校吹奏楽部
130. ↑  初演:2019年 仙台城南高等学校吹奏楽部
131. ↑  作曲:2021年
132. ↑  作曲:2021年
133. ↑  初演:2022年 川口市・アンサンブルリベルテ吹奏楽団
134. ↑  初演:2023年 仙台城南高等学校吹奏楽部
135. ↑  初演:2023年 白山市立北星中学校吹奏楽部
136. ↑  初演:2023年 鹿島市立西部中学校吹奏楽部
137. ↑  作曲:2023年
138. ↑  初演:2023年 白山市立北星中学校吹奏楽部
139. ↑  初演:2023年 仙台城南高等学校吹奏楽部
140. ↑  初演:2023年 川口市・アンサンブルリベルテ吹奏楽団
141. ↑  初演:2023年 静岡学園高等学校吹奏楽部
142. ↑  初演:2024年 白山市立北星中学校吹奏楽部
143. ↑  初演:2024年 白山市立北星中学校吹奏楽部
144. ↑  初演:2024年 仙台城南高等学校
145. ↑  出版:ブレーン
146. ↑  出版:ブレーン
147. ↑  初演:2016年 仙台城南高等学校吹奏楽部 出版:ジャパン・パーカション・センター
148. ↑  出版:ロケットミュージック
149. ↑  出版:ロケットミュージック
150. ↑  出版:ロケットミュージック
151. ↑  初演:2015年 仙台城南高等学校吹奏楽部 出版:ロケットミュージック
152. ↑  初演:2022年 Bass Clarinet:井上幸子、Piano:久米涼子 出版:ネクサス音楽出版
153. ↑  出版:ロケットミュージック
154. ↑  出版:ロケットミュージック
155. ↑  出版:ロケットミュージック
156. ↑  初演:2013年 マリンバ独奏:岩見玲奈 ビッグバンド:PFBオーケストラ
157. ↑  初演:2020年 仙台城南高等学校吹奏楽部
158. ↑  初演:2021年 山梨県立都留高等学校吹奏楽部
159. ↑  初演:2023年 Alto Saxphone:住谷美帆、Marimba Orch.:北九州マリンバオーケストラRIM
160. ↑  初演:2023年 オーボエ独奏:山内花
161. ↑  スリーシェルズ 3SCD-0008
162. ↑  Kokoro Records KKR-001
163. ↑  Kokoro Records KKR-003
164. ↑  fostermusic FMCD-1001
165. ↑  Kokoro Records KKR-005
166. 1 2  Brain OSBR-31039
167. ↑  Kokoro Records KKR-009
168. ↑  Brain OSBR-34028
169. ↑  歌♪日本女子大学健康サポートグループ
170. ↑  歌♪日本女子大学健康サポートグループ
171. ↑  味府美香・長野麻子他：「できた! うれしい! 子どものうた」３つのポイントで上手くなるカワイ出版